# Halowe Mistrzostwa Czech w Lekkoatletyce 2021
Halowe Mistrzostwa Czech w Lekkoatletyce w 2021 – halowe zawody lekkoatletyczne organizowane przez Český atletický svaz, które odbyły się 20 i 21 lutego w Ostrawie.

## Rezultaty
| PB - rekord życiowy \| SB - najlepszy wynik w sezonie \| NR – halowy rekord kraju |

### Mężczyźni
| Konkurencja:              | 1. miejsce                                                   | Rezultat | 2. miejsce                                                     | Rezultat | 3. miejsce                                                           | Rezultat |
| Bieg na 60 m              | Jan Veleba                                                   | 6,66     | Zdeněk Stromšík                                                | 6,69     | Štěpán Hampl                                                         | 6,72     |
| Bieg na 200 m             | Pavel Maslák                                                 | 20,84    | Jan Jirka                                                      | 20,92    | Jiří Polák                                                           | 20,99    |
| Bieg na 400 m             | Vít Müller                                                   | 46,31    | Patrik Šorm                                                    | 46,58    | Jan Tesař                                                            | 47,52    |
| Bieg na 800 m             | Tomáš Vystrk                                                 | 1:48,75  | Filip Šnejdr                                                   | 1:48,75  | Lukáš Hodboď                                                         | 1:49,07  |
| Bieg na 1500 m            | Filip Sasínek                                                | 3:46,15  | Adam Dvořáček                                                  | 3:51,26  | Marek Kalous                                                         | 3:51,98  |
| Bieg na 3000 m            | Jan Friš                                                     | 7:57,72  | Jakub Holuša                                                   | 8:12,70  | Jáchym Kovář                                                         | 8:13,52  |
| Bieg na 60 m przez płotki | Petr Svoboda                                                 | 7,70     | David Holý                                                     | 8,15     | Martin Janský                                                        | 8,15     |
| Sztafeta 4 × 200 m        | Dukla Praha Vít Müller Ondřej Macík Jakub Rusek Matyáš Koška | 1:26,49  | Slavia Praha Dan Kováč Martin Růžička Matěj Mach Josef Drahota | 1:28,43  | AK ŠKODA Plzeň Daniel Maruštík Marek Páník Ondřej Míka Jan Procházka | 1:28,57  |
| Skok wzwyż                | Jakub Bělík                                                  | 2,17     | Jan Štefela                                                    | 2,13     | Marek Bahník Ondřej Vodák                                            | 2,08     |
| Skok o tyczce             | Jan Kudlička                                                 | 5,43     | Matěj Ščerba                                                   | 5,32     | Dan Bárta                                                            | 5,21     |
| Skok w dal                | Jakub Bystroň                                                | 7,44     | Jakub Rusek                                                    | 7,26     | iří Vondráček                                                        | 7,26     |
| Trójskok                  | Jiří Vondráček                                               | 15,86    | Ondřej Vodák                                                   | 15,61    | Zdeněk Kubát                                                         | 15,37    |
| Pchnięcie kulą            | Tadeáš Procházka                                             | 18,35    | Martin Novák                                                   | 18,32    | Michal Forejt                                                        | 17,19    |
| Siedmiobój                | Adam Helcelet                                                | 5913     | Ondřej Kopecký                                                 | 5656     | František Doubek                                                     | 5412     |

### Kobiety
| Konkurencja:              | 1. miejsce                                                                     | Rezultat | 2. miejsce                                                                           | Rezultat | 3. miejsce                                                                             | Rezultat |
| Bieg na 60 m              | Marcela Pírková                                                                | 7,34     | Eva Kubíčková                                                                        | 7,47     | Johana Kaiserová                                                                       | 7,50     |
| Bieg na 200 m             | Marcela Pírková                                                                | 23,24    | Barbora Šplechtnová                                                                  | 23,68    | Nikoleta Jíchová                                                                       | 23,97    |
| Bieg na 400 m             | Lada Vondrová                                                                  | 52,20    | Tereza Petržilková                                                                   | 53,48    | Zdeňka Seidlová                                                                        | 54,86    |
| Bieg na 800 m             | Kimberley Ficenec                                                              | 2:06,57  | Vendula Hluchá                                                                       | 2:06,73  | Kateřina Hálová                                                                        | 2:07,68  |
| Bieg na 1500 m            | Diana Mezuliáníková                                                            | 4:20,24  | Lucie Sekanová                                                                       | 4:27,99  | Pavla Štoudková                                                                        | 4:28,12  |
| Bieg na 3000 m            | Lucie Sekanová                                                                 | 9:30,44  | Karolína Sasynová                                                                    | 9:34,83  | Julia-Anna Lily Bell                                                                   | 9:39,76  |
| Bieg na 60 m przez płotki | Helena Jiranová                                                                | 8,22     | Markéta Štolová                                                                      | 8,30     | Kateřina Dvořáková                                                                     | 8,44     |
| Sztafeta 4 × 200 m        | Dukla Praha Emma Maštalířová Zdeňka Seidlová Pavlína Minářová Nikoleta Jíchová | 1:38,81  | AK ŠKODA Plzeň Linda Suchá Barbara Píchalová Kateřina Salcmanová Kateřina Matoušková | 1:40,38  | Sokol SG Plzeň-Petřín Klára Sobotková Anežka Voříšková Eliška Vébrová Lucie Zavadilová | 1:41,54  |
| Skok wzwyż                | Michaela Hrubá                                                                 | 1,84     | Denisa Pešová                                                                        | 1,80     | Klára Krejčiříková                                                                     | 1,75     |
| Skok o tyczce             | Amálie Švábíková                                                               | 4,26     | Zuzana Pražáková Tereza Schejbalová                                                  | 4,03     | –                                                                                      | –        |
| Skok w dal                | Linda Suchá                                                                    | 6,15     | Barbora Dvořáková                                                                    | 6,04     | Dorota Skřivanová                                                                      | 6,01     |
| Trójskok                  | Emma Maštalířová                                                               | 13,28    | Linda Suchá                                                                          | 13,24    | Petra Harasimová                                                                       | 12,77    |
| Pchnięcie kulą            | Markéta Červenková                                                             | 17,92    | Katrin Brzyszkowská                                                                  | 15,32    | Lenka Valešová                                                                         | 14,80    |
| Pięciobój                 | Dorota Skřivanová                                                              | 4238     | Kateřina Dvořáková                                                                   | 4211     | Anna Kerbachová                                                                        | 3866     |